# Малоцебриково
Малоцебриково (укр. Малоцебрикове) — село, относится к Великомихайловскому району Одесской области Украины.
Население по переписи 2001 года составляло 156 человек. Почтовый индекс — 67131. Телефонный код — 8-04859. Занимает площадь 0,322 км². Код КОАТУУ — 5121655503.

## Местный совет
67130, Одесская обл., Великомихайловский р-н, пгт Цебриково, ул. Ленина, 1